# ويليام اولسن
ويليام اولسن (بالإنجليزية: William Olsen)‏ هو شاعر أمريكي، ولد في 1954 في أوماها في الولايات المتحدة.